# Estheria microcera
Estheria microcera är en tvåvingeart som först beskrevs av Jean-Baptiste Robineau-Desvoidy 1830.  Estheria microcera ingår i släktet Estheria och familjen parasitflugor. Inga underarter finns listade i Catalogue of Life.